# Сидер Хилс (Орегон)
Сидер Хилс (енгл. Cedar Hills) насељено је место без административног статуса у америчкој савезној држави Орегон.

## Демографија
По попису из 2010. године број становника је 8.300, што је 649 (-7,3%) становника мање него 2000. године.
| Група             | 2000.         | 2010.         |
| Белци             | 7.080 (79,1%) | 6.335 (76,3%) |
| Афроамериканци    | 118 (1,3%)    | 103 (1,2%)    |
| Азијати           | 428 (4,8%)    | 399 (4,8%)    |
| Хиспаноамериканци | 1.003 (11,2%) | 1.149 (13,8%) |
| Укупно            | 8.949         | 8.300         |